# Luis Fernández de Sevilla
Luis Fernández García, conocido como Luis Fernández de Sevilla (Sevilla, 16 de marzo de 1888–Madrid, 30 de noviembre de 1974) fue un dramaturgo, poeta y libretista de zarzuelas español.

## Biografía
Nació en la calle San Vicente de Sevilla, pero a los seis meses sus padres se trasladaron a la calle Jimios, a un piso que tomaron en traspaso al mismo tiempo que el estanco que estaba en los bajos de la finca y que regentaron durante muchos años. Ese estanco fue fruto de inspiración para numerosas comedias y sainetes de distintos autores de la época. Su amor por su patria chica le llevó a cambiar su segundo apellido por el de su tierra, hecho que ensalzaría años más tarde en un autorretrato poético que termina diciendo:
Nací en Sevilla por suerte / y siento un amor tan fuerte / por ese suelo querido / que hice Sevilla apellido / para honrarme en vida y muerte /
Autodidacta. Poeta. Con quince años escribió su primera comedia, una pieza en un acto titulada El número 13, que estrenó en 1903 en el Teatro Portela de Sevilla. Dado el éxito de esta su primera obra, continúa estrenando sucesivas comedias en los teatros sevillanos del Duque, San Fernando y Portela. Es en el Teatro San Fernando, donde estrena su primer libreto de zarzuela: El país del oro.
Para cumplir el servicio militar, es destinado a Madrid en 1910. Intenta al principio con poco éxito estrenar comedias en la capital española, pero la revitalización del género lírico que tuvo lugar con la generación de grandes compositores como Amadeo Vives, Pablo Sorozábal y Federico Moreno Torroba, fue favorable a Luis, que obtiene su primer gran éxito madrileño con la zarzuela La vaquerita (con música de Ernesto Pérez Rosillo) en 1924. Su consagración definitiva tuvo lugar con el estreno La del Soto del Parral en 1927. Esta obra se estuvo representando en Madrid por tres compañía líricas al mismo tiempo.
Escribió un total de ciento cuarenta obras combinando la zarzuela con la comedia costumbrista y el sainete con la alta comedia. Setenta y cuatro fueron obras de teatro, y cincuenta y una fueron zarzuelas. Sus comedias contaron en sus elencos de estreno con figuras como Lola Membrives, Concha Catalá, Leocadia Alba, Valeriano León, José Alfayate, José Marco Davo, Rafael Rivelles, Amparo Custodio, Aurora Redondo o Julia Caba Alba
Colaboró habitualmente con su hija Mª Luisa Fernández Mateos (39 títulos) y con los dramaturgos Anselmo C. Carreño (32) y Luis Tejedor (30). Escribió las obras póstumas del maestro Francisco Alonso (La Rumbosa) y del maestro José Serrano (Golondrina de Madrid).
En 1934 le fue otorgado el Premio Piquer de la Real Academia Española por su comedía Madre Alegría. En 1950 recibirá junto al maestro Sorózabal el Premio Ruperto Chapí por su zarzuela Entre Sevilla y Triana y en 1951 el Premio Pujol de Teatro por su obra La diosa de arena, escrita en colaboración con Dora Sedano.
Fue uno de los socios fundadores de la Sociedad General de Autores de España en 1932 junto con Federico Romero.
Recientemente se ha publicado su Antología poética por la editorial Poesía eres tú.
Sus obras han sido traducidas a varios idiomas y han alcanzado gran éxito en los países iberoamericanos.

## Zarzuelas
- La vaquerita, 1924 con Ernesto Pérez Rosillo.
- Los cigarrales, 1925 con Eduardo Granados.
- La serrana, 1926 con Santiago Sabina.
- La prisionera, 1926 con Francisco Balaguer y José Serrano.
- Juanilla la perchelera, 1928 con Francisco Alonso.
- La mejor del puerto, 1928 con Francisco Alonso.
- Guzlares, 1929 con Benito Morató.
- Paca la telefonista, o el poder está en la vista, 1929 con Enrique Daniel.
- Los claveles, 1929 con José Serrano.
- Flor de Zelanda, 1929 con Pablo Luna.
- Al dorarse las espigas, 1929 con Francisco Balaguer.
- La del Soto del Parral, 1931 con Reveriano Soutullo y Juan Vert.
- Don Manolito, 1943 con Pablo Sorozábal
- Golondrina de Madrid, 1944, con José Serrano.
- La eterna Canción, 1945 con Pablo Sorozábal.
- Entre Sevilla y Triana, 1950 con Pablo Sorozábal
- La Rumbosa, 1951 con Francisco Alonso.

## Teatro

### En solitario y con otros autores
- La capitana, 1927
- La guitarra, 1929
- Los Chalanes, 1929
- Los Marqueses de Matute, 1929
- Lo mejor de Madrid, 1930
- Carracuca, 1932
- Abuelo Curro, 1932
- La chascarrillera, 1933
- Sevilla la mártir, 1934
- Madre Alegría, 1934 con Rafael Sepúlveda
- La casa del olvido, 1935
- Vaya usted con Dios amigo, 1935
- Mi querido enemigo, 1934
- Seis meses y un día, 1934
- Manola-Manolo, 1935
- Un moreno y un rubio, 1949 con Luis Tejedor
- Eran tres un gitano y un marqués, 1949 con Luis Tejedor
- Marino tiene que ser, 1954
- Tenemos petróleo, 1955 con Luis Tejedor
- Cuñada viene de Cuña, 1958
- Separada del marido, 1958 con Luis Tejedor

## Versiones cinematográficas
Ricardo Núñez Lissarrague dirigió en Argentina en 1950 una versión cinematográfica de la obra Madre Alegría.
Los Claveles

## Guiones de películas
- La blanca paloma. 1942
- Alhambra. 1949
- La hermana alegría. 1955